# الكسندر موريتز فراي
الكسندر موريتز فراي (بالألمانية: Alexander Moritz Frey)‏ هو كاتب ألماني، ولد في 29 مارس 1881 في ميونخ في ألمانيا، وتوفي في 24 يناير 1957 في زيورخ في سويسرا.